# Miengo
Miengo ist eine Gemeinde in der spanischen Autonomen Region Kantabrien. Die Gemeinde liegt am Kantabrischen Meer im Norden Spaniens. Der Pas mündet bei Miengo.
In den letzten Jahren hat sich Miengo durch seine Nähe zu Santander und Torrelavega, die durch eine Autobahn verbunden sind, in ein Touristen- und Wohngebiet verwandelt, ein Zentrum für Zweitwohnungen und in einigen Fällen auch für Erstwohnungen, mit einer positiven baulichen und sogar industriellen Entwicklung, obwohl dieser Wirtschaftssektor von den Dienstleistungen übertroffen wird, insbesondere vom Tourismus, begünstigt durch die beliebten Strände, die Landschaften und Sporteinrichtungen wie ein Golfplatz.

## Orte
- Bárcena de Cudón
- Cuchía
- Cudón
- Gornazo
- Miengo (Hauptstadt)
- Mogro

## Bevölkerungsentwicklung
| 1842 | 1900 | 1950 | 1981 | 1991 | 2001 | 2011 |
| ---- | ---- | ---- | ---- | ---- | ---- | ---- |
| 1212 | 1391 | 3003 | 3045 | 2974 | 3629 | 4664 |